# Trofeul Carpați (handbal feminin) - Ediția a 10-a
Competiția din 1969 reprezintă a zecea ediție a Trofeului Carpați la handbal feminin pentru senioare, turneu amical organizat anual de Federația Română de Handbal începând din 1959. Ediția din 1969, la care au luat parte opt echipe, a fost găzduită de orașul Cluj Napoca și s-a desfășurat între 15-19 noiembrie 1969. Câștigătoarea turneului din 1969 a fost selecționata Republicii Democrate Germane.
Competiția s-a desfășurat în două serii, cu semifinale și finală.

## Echipe participante

### România
România a fost reprezentată de două selecționate naționale.

#### Selecționata principală
Selecționata principală a României a fost pregătită de antrenorul Valeriu Gogâltan.
| Irene Nagy-Klimovski | Portar              | 1936 (32 de ani)  | 101     | Progresul Târgu Mureș   |         |         |
| Lucreția Anca        | Portar              | (27 de ani)       | 31      | Universitatea Timișoara |         |         |
| Aurelia Costandache  | Extremă             | (19 ani)          | 5       |                         |         |         |
| Mária Magyari        | Extremă stânga      | (19 ani)          | 14      | CS Voința Odorhei       |         |         |
| Iuliana Nedelcu      | Extremă             | (20 de ani)       | 0       |                         |         |         |
| Tereza Székely       | Extremă             | (22 de ani)       | 11      | Universitatea Timișoara |         |         |
| Petruța Băicoianu    | Centru              | 25 noiembrie 1948 | 35      | IEFS București          |         |         |
| Aneta Schramko       | Centru              | 1945 (24 de ani)  | 42      |                         |         |         |
| Natalia Matache      | Centru              | (18 ani)          | 8       |                         |         |         |
| Rozália Soós         | Pivot               | 1 februarie 1947  | 35      | Știința Cluj            |         |         |
| Emilia Neghină       | Pivot               | (19 ani)          | 17      | Universitatea Timișoara |         |         |
| Rodica Vidu          | Extremă dreapta     | 13 iunie 1944     | 33      | Știința Cluj            |         |         |
| Simona Arghir        | Intermediar dreapta | 4 septembrie 1948 | 28      | Știința București       |         |         |
| Elena Dobârceanu     | Intermediar         | (24 de ani)       | 22      |                         |         |         |
| Constanța Ilie       | Intermediar         | (23 de ani)       | 28      |                         |         |         |
| Magdolna Miklós      | Intermediar stânga  | 4 iulie 1948      | 20      | CS Voința Odorhei       |         |         |
| Banca tehnică        |                     |                   |         |                         |         |         |
| Valeriu Gogâltan     | Antrenor principal  | România           | România | România                 | România | România |

#### Selecționata de tineret
Selecționata de tineret a României a fost pregătită de antrenorul Eugen Bartha.
| Elisabeta Simo       | Portar             |                   |         | Universitatea Timișoara |         |         |
| Sabina Mureșan       | Portar             |                   |         | ȘSE Petroșani           |         |         |
| Christine Metzenrath | Extremă stânga     | 18 noiembrie 1950 |         | Universitatea Timișoara |         |         |
| Nadire Ibadula-Luțaș | Extremă dreapta    |                   |         | ȘSE Constanța           |         |         |
| Mariana Mihoc        | Extremă stânga     |                   |         | Știința ICF București   |         |         |
| Emilia Munteanu      | Extremă stânga     |                   |         | Textila Buhuși          |         |         |
| Sanda Agoroaie       | Centru             |                   |         | Textila Buhuși          |         |         |
| Maria Popa-Manta     | Centru             |                   |         | CS „Voința” București   |         |         |
| Cornelia Șerb        | Pivot              |                   |         | Rulmentul Brașov        |         |         |
| Elena Asevoaie       | Intermediar        |                   |         | Textila Buhuși          |         |         |
| Viorica Manciu       | Intermediar        |                   |         | Chimia Victoria         |         |         |
| Niculina Mitu        | Intermediar        |                   |         | AS Confecția București  |         |         |
| Cornelia Popescu     | Intermediar        |                   |         | Știința ICF București   |         |         |
| Maria Serediuc       | Intermediar stânga |                   |         | AS Confecția București  |         |         |
| Niculina Vasile      | Intermediar        |                   |         |                         |         |         |
| Banca tehnică        |                    |                   |         |                         |         |         |
| Eugen Bartha         | Antrenor principal | România           | România | România                 | România | România |

### Cehoslovacia
Cehoslovacia a fost reprezentată de selecționata națională.

### Republica Democrată Germană
Republica Democrată Germană a fost reprezentată de selecționata națională.
| Eva Baldeweg       | Portar             | 14 noiembrie 1948 | 4               | SC Empor Rostock           |                 |                 |
| Edelgard Rothe     | Portar             | 13 iunie 1944     | 21              | TSC Berlin                 |                 |                 |
| Inge Schanding     |                    | 1 octombrie 1935  | 119             | BSG Fortschritt Weißenfels |                 |                 |
| Maria Winkler      |                    | (28 de ani)       | 82              | SC Leipzig                 |                 |                 |
| Marlen Jancker     |                    | (25 de ani)       | 60              |                            |                 |                 |
| Waltraud Czelake   |                    | 1 februarie 1948  | 43              | SC Leipzig                 |                 |                 |
| Waltraud Mester    |                    | (23 de ani)       | 20              | SC Empor Rostock           |                 |                 |
| Bärbel Pflugmacher |                    | (24 de ani)       | 4               |                            |                 |                 |
| Bärbel Braun       |                    | 20 februarie 1945 | 45              | SC Leipzig                 |                 |                 |
| Barbara Helbig     |                    | (25 de ani)       | 10              | SC Leipzig                 |                 |                 |
| Renate Breuer      |                    | (26 de ani)       | 25              | TSC Berlin                 |                 |                 |
| Bärbel Enoch       |                    | (23 de ani)       | 7               |                            |                 |                 |
| Kristina Hochmuth  | Intermediar        | 24 octombrie 1946 | 43              | TSC Berlin                 |                 |                 |
| Regine Schnepel    |                    | (25 de ani)       | 17              | SC Empor Rostock           |                 |                 |
| Banca tehnică      |                    |                   |                 |                            |                 |                 |
| Hans Becker        | Antrenor principal | Germania de Est   | Germania de Est | Germania de Est            | Germania de Est | Germania de Est |
| Peter Kretzschmar  | Antrenor secund    | Germania de Est   | Germania de Est | Germania de Est            | Germania de Est | Germania de Est |

### Iugoslavia
Iugoslavia a fost reprezentată de selecționata națională.

### Polonia
Polonia a fost reprezentată de selecționata națională.

### Ungaria
Ungaria a fost reprezentată de selecționata națională.

### Uniunea Sovietică
Uniunea Sovietică a fost reprezentată de selecționata națională.

## Faza grupelor

### Grupa I
| Loc | Echipa            | MJ | V | E | Î | GM | GP | DG  | Pct | Calificare   |
| --- | ----------------- | -- | - | - | - | -- | -- | --- | --- | ------------ |
| 1   | Germania de Est   | 3  | 3 | 0 | 0 | 51 | 29 | +22 | 6   | Finala       |
| 2   | Uniunea Sovietică | 3  | 2 | 0 | 1 | 47 | 45 | +2  | 4   | Finala mică  |
| 3   | Ungaria           | 3  | 1 | 0 | 2 | 33 | 34 | −1  | 2   | Locurile 5–6 |
| 4   | România-tineret   | 3  | 0 | 0 | 3 | 33 | 56 | −23 | 0   | Locurile 7–8 |

| 15 noiembrie 1969 16:00 | Uniunea Sovietică | 21 – 14 | România-tineret | Sala Sporturilor, Cluj Napoca Arbitri: Koca, Brunbauer |
| 15 noiembrie 1969 16:00 | Bobrova 6         | (10–8)  | Metzenrath 6    | Sala Sporturilor, Cluj Napoca Arbitri: Koca, Brunbauer |
| 15 noiembrie 1969 16:00 |                   |         |                 | Sala Sporturilor, Cluj Napoca Arbitri: Koca, Brunbauer |

| 15 noiembrie 1969 18:20 | Germania de Est | 12 – 6 | Ungaria | Sala Sporturilor, Cluj Napoca Arbitri: Cîrligeanu, Căpățînă |
| 15 noiembrie 1969 18:20 | Hochmuth 4      | (6–4)  | Csík 3  | Sala Sporturilor, Cluj Napoca Arbitri: Cîrligeanu, Căpățînă |
| 15 noiembrie 1969 18:20 |                 |        |         | Sala Sporturilor, Cluj Napoca Arbitri: Cîrligeanu, Căpățînă |

| 16 noiembrie 1969 16:00 | Germania de Est | 20 – 10 | România-tineret | Sala Sporturilor, Cluj Napoca Arbitri: Kurt, Millioud |
| 16 noiembrie 1969 16:00 | Hochmuth 6      | (10–4)  | Metzenrath 5    | Sala Sporturilor, Cluj Napoca Arbitri: Kurt, Millioud |
| 16 noiembrie 1969 16:00 |                 |         |                 | Sala Sporturilor, Cluj Napoca Arbitri: Kurt, Millioud |

| 16 noiembrie 1969 18:20 | Uniunea Sovietică | 13 – 12 | Ungaria  | Sala Sporturilor, Cluj Napoca Arbitri: Cîrligeanu, Căpățînă |
| 16 noiembrie 1969 18:20 | Bobrova 7         | (6–5)   | Balogh 5 | Sala Sporturilor, Cluj Napoca Arbitri: Cîrligeanu, Căpățînă |
| 16 noiembrie 1969 18:20 |                   |         |          | Sala Sporturilor, Cluj Napoca Arbitri: Cîrligeanu, Căpățînă |

| 17 noiembrie 1969 16:00 | Ungaria  | 15 – 9 | România-tineret | Sala Sporturilor, Cluj Napoca Arbitri: Koca, Brunbauer |
| 17 noiembrie 1969 16:00 | Balogh 5 | (5–2)  | Metzenrath 7    | Sala Sporturilor, Cluj Napoca Arbitri: Koca, Brunbauer |
| 17 noiembrie 1969 16:00 |          |        |                 | Sala Sporturilor, Cluj Napoca Arbitri: Koca, Brunbauer |

| 17 noiembrie 1969 18:20 | Germania de Est | 19 – 13 | Uniunea Sovietică | Sala Sporturilor, Cluj Napoca Arbitri: Cîrligeanu, Căpățînă |
| 17 noiembrie 1969 18:20 | Czelake 8       | (9–8)   | Bobrova 6         | Sala Sporturilor, Cluj Napoca Arbitri: Cîrligeanu, Căpățînă |
| 17 noiembrie 1969 18:20 |                 |         |                   | Sala Sporturilor, Cluj Napoca Arbitri: Cîrligeanu, Căpățînă |

### Grupa a II-a
| Loc | Echipa       | MJ | V | E | Î | GM | GP | DG  | Pct | Calificare   |
| --- | ------------ | -- | - | - | - | -- | -- | --- | --- | ------------ |
| 1   | România      | 3  | 3 | 0 | 0 | 49 | 33 | +16 | 6   | Finala       |
| 2   | Iugoslavia   | 3  | 1 | 1 | 1 | 35 | 29 | +6  | 3   | Finala mică  |
| 3   | Cehoslovacia | 3  | 1 | 1 | 1 | 38 | 42 | −4  | 3   | Locurile 5–6 |
| 4   | Polonia      | 3  | 0 | 0 | 3 | 35 | 53 | −18 | 0   | Locurile 7–8 |

| 15 noiembrie 1969 17:10 | Iugoslavia          | 16 – 9 | Polonia             | Sala Sporturilor, Cluj Napoca Arbitri: Cojocaru, Purică |
| 15 noiembrie 1969 17:10 | Karabatić, Sojnić 5 | (7–5)  | Dreszer, Wąsowicz 3 | Sala Sporturilor, Cluj Napoca Arbitri: Cojocaru, Purică |
| 15 noiembrie 1969 17:10 | 3× 1×               |        |                     | Sala Sporturilor, Cluj Napoca Arbitri: Cojocaru, Purică |

| 15 noiembrie 1969 19:30 | România | 18 – 12 | Cehoslovacia | Sala Sporturilor, Cluj Napoca Arbitri: Kurt, Millioud |
| 15 noiembrie 1969 19:30 | Soós 7  | (11–6)  | Kosorinová 3 | Sala Sporturilor, Cluj Napoca Arbitri: Kurt, Millioud |
| 15 noiembrie 1969 19:30 |         |         |              | Sala Sporturilor, Cluj Napoca Arbitri: Kurt, Millioud |

| 16 noiembrie 1969 17:10 | Iugoslavia  | 9 – 9 | Cehoslovacia | Sala Sporturilor, Cluj Napoca Arbitri: Cojocaru, Grebenișan |
| 16 noiembrie 1969 17:10 | Radaković 4 | (6–4) | Kernerová 6  | Sala Sporturilor, Cluj Napoca Arbitri: Cojocaru, Grebenișan |
| 16 noiembrie 1969 17:10 | 2×          |       |              | Sala Sporturilor, Cluj Napoca Arbitri: Cojocaru, Grebenișan |

| 16 noiembrie 1969 19:30 | România | 20 – 11 | Polonia                  | Sala Sporturilor, Cluj Napoca |
| 16 noiembrie 1969 19:30 | Soós 5  | (8–7)   | Jeż, Walczyk, Wąsowicz 3 | Sala Sporturilor, Cluj Napoca |
| 16 noiembrie 1969 19:30 |         |         |                          | Sala Sporturilor, Cluj Napoca |

| 17 noiembrie 1969 17:10 | Cehoslovacia | 17 – 15 | Polonia | Sala Sporturilor, Cluj Napoca Arbitri: Cojocaru, Purică |
| 17 noiembrie 1969 17:10 | Kernerová 7  | (8–10)  | Jeż 7   | Sala Sporturilor, Cluj Napoca Arbitri: Cojocaru, Purică |
| 17 noiembrie 1969 17:10 |              |         |         | Sala Sporturilor, Cluj Napoca Arbitri: Cojocaru, Purică |

| 17 noiembrie 1969 19:30 | România | 11 – 10 | Iugoslavia | Sala Sporturilor, Cluj Napoca Arbitri: Kurt, Millioud |
| 17 noiembrie 1969 19:30 | Soós 3  | (6–8)   | Zovko 3    | Sala Sporturilor, Cluj Napoca Arbitri: Kurt, Millioud |
| 17 noiembrie 1969 19:30 |         |         |            | Sala Sporturilor, Cluj Napoca Arbitri: Kurt, Millioud |

## Meciurile de clasament

### Meciul pentru locurile 7–8
| 19 noiembrie 1969 15:00 | România-tineret           | 21 – 23 (Prel.) | Polonia         | Sala Sporturilor, Cluj Napoca Asistență: 2.000 Arbitri: Koca, Brunbauer |
| 19 noiembrie 1969 15:00 | Metzenrath 9              | (9–12)          | Jeż, Wąsowicz 7 | Sala Sporturilor, Cluj Napoca Asistență: 2.000 Arbitri: Koca, Brunbauer |
| 19 noiembrie 1969 15:00 |                           |                 |                 | Sala Sporturilor, Cluj Napoca Asistență: 2.000 Arbitri: Koca, Brunbauer |
| 19 noiembrie 1969 15:00 | FT: 17–17 Prel.: 1–1, 3–5 |                 |                 | Sala Sporturilor, Cluj Napoca Asistență: 2.000 Arbitri: Koca, Brunbauer |

### Meciul pentru locurile 5–6
| 19 noiembrie 1969 | Ungaria  | 10 – 12 | Cehoslovacia                   | Sala Sporturilor, Cluj Napoca Asistență: 2.000 Arbitri: Cojocaru, Purică |
| 19 noiembrie 1969 | Balogh 4 | (4–5)   | Brunová, Frantová, Kernerová 3 | Sala Sporturilor, Cluj Napoca Asistență: 2.000 Arbitri: Cojocaru, Purică |
| 19 noiembrie 1969 |          |         |                                | Sala Sporturilor, Cluj Napoca Asistență: 2.000 Arbitri: Cojocaru, Purică |

### Finala mică
| 19 noiembrie 1969 | Uniunea Sovietică | 22 – 15 | Iugoslavia | Sala Sporturilor, Cluj Napoca Asistență: 2.000 Arbitri: Pelenghian, Cîrligeanu |
| 19 noiembrie 1969 | Bobrova 7         | (10–7)  | Zovko 7    | Sala Sporturilor, Cluj Napoca Asistență: 2.000 Arbitri: Pelenghian, Cîrligeanu |
| 19 noiembrie 1969 |                   |         |            | Sala Sporturilor, Cluj Napoca Asistență: 2.000 Arbitri: Pelenghian, Cîrligeanu |

### Finala
| 19 noiembrie 1969 | Germania de Est | 14 – 10 | România | Sala Sporturilor, Cluj Napoca Asistență: 2.000 Arbitri: Kurt, Millioud |
| 19 noiembrie 1969 | Hochmuth 5      | (6–4)   | Soós 4  | Sala Sporturilor, Cluj Napoca Asistență: 2.000 Arbitri: Kurt, Millioud |
| 19 noiembrie 1969 |                 |         |         | Sala Sporturilor, Cluj Napoca Asistență: 2.000 Arbitri: Kurt, Millioud |

## Clasament și statistici
Ediția a zecea a Trofeului Carpați la handbal feminin a fost câștigată de selecționata Republicii Democrate Germane.

### Clasamentul final
|   | RDG             |
|   | România         |
|   | URSS            |
| 4 | Iugoslavia      |
| 5 | Cehoslovacia    |
| 6 | Ungaria         |
| 7 | Polonia         |
| 8 | România-tineret |

| \| Poz. \| Nume \| Echipă \| Goluri \| \| ---- \| -------------------- \| ----------------- \| ------ \| \| 1 \| Christine Metzenrath \| România \| 27 \| \| 2 \| Larisa Bobrova \| Uniunea Sovietică \| 26 \| \| 3 \| Rozália Soós \| România \| 19 \| \| 4 \| Waltraud Czelake \| Germania de Est \| 18 \| \| 4 \| Kristina Hochmuth \| Germania de Est \| 18 \| \| 4 \| Barbara Jeż \| Polonia \| 18 \| \| 4 \| Stanislava Kernerová \| Cehoslovacia \| 18 \| \| 8 \| Márta Balogh \| Ungaria \| 14 \| \| 8 \| Elżbieta Wąsowicz \| Polonia \| 14 \| | - Cea mai bună marcatoare: Christine Metzenrath (ROU) (27 de goluri) - Cel mai bun portar: Edelgard Rothe (RDG) - Cupa fair-play: Polonia - Cea mai frumoasă jucătoare: Mila Karabatić (YUG) |                   |        |
| Poz. | Nume | Echipă            | Goluri |
| 1 | Christine Metzenrath | România           | 27     |
| 2 | Larisa Bobrova | Uniunea Sovietică | 26     |
| 3 | Rozália Soós | România           | 19     |
| 4 | Waltraud Czelake | Germania de Est   | 18     |
| 4 | Kristina Hochmuth | Germania de Est   | 18     |
| 4 | Barbara Jeż | Polonia           | 18     |
| 4 | Stanislava Kernerová | Cehoslovacia      | 18     |
| 8 | Márta Balogh | Ungaria           | 14     |
| 8 | Elżbieta Wąsowicz | Polonia           | 14     |